# Accord de libre-échange entre la Nouvelle-Zélande et Singapour
L'accord de libre-échange entre la Nouvelle-Zélande et Singapour est un accord de libre-échange signé le 14 novembre 2000 et entré en application le 1er janvier 2001. L'accord réduit fortement les droits de douane entre les deux pays. L'accord n'est pas remplacé par l'Accord de libre-échange entre l'ASEAN, la Nouvelle-Zélande et l'Australie.